# Vipiteno Val di Vizze
Vipiteno Val di Vizze (wł. Stazione di Vipiteno Val di Vizze, niem: Bahnhof Sterzing-Pfitsch) – stacja kolejowa w Sterzing (wł. Vipiteno), w prowincji Bolzano, w niemieckojęzycznym regionie Trydent-Górna Adyga, we Włoszech. Znajduje się na linii Werona – Innsbruck.
Według klasyfikacji RFI ma kategorię srebrną.

## Położenie
Stacja znajduje się na wysokości 949 m, w pobliżu centrum Sterzing w dolinie Wipptal. Od centrum oddziela ją rzeka Eisack i droga . Ponieważ granica gminy biegnie wzdłuż rzeki, administracyjnie nie leży w Sterzing, ale na obszarze sąsiedniej gminy Pfitsch (wł. Val di Vizze).

## Historia
Stacja Sterzing została oddana do użytku w 1867 roku wraz z całym odcinkiem Kolei Brennerskiej między Innsbruckiem a Bolzano. Sterzing, który wcześniej korzystał z ruchu dyliżansowego przez pobliską przełęcz Brenner, doświadczył poprzez budowę kolei początkowo zapaści gospodarczej, która z czasem została zrekompensowana przez rozwijającą się turystykę.
W 2014 zmieniono nazwę stacji na obecną.